# 에밀리 베링턴
에밀리 베링턴(Emily Berrington, 1986년 ~ )은 잉글랜드의 배우이다.